# Черногорлый гид-гид
Черногорлый гид-гид, или черногорлый хьют-хьют, или птица-лайка (лат. Pteroptochos tarnii), — вид птиц из семейства топаколовых (Rhinocryptidae). Подвидов не выделяют. Распространены в Чили и Аргентине.

## Описание
Черногорлый гид-гид — птица среднего размера, длиной до 25 см; самцы немного тяжелее самок и весят от 155 до 184 г, тогда как самки — от 150 до 179 г. Верхняя часть тела от сланцево- до дымчато-чёрного цвета. Лоб, макушка, верхняя часть хвоста рыжие. Большая часть головы, шея, горло и верхняя часть груди чёрноватые. Брюхо рыжеватое с мелкими чёрными поперечными полосками. Клюв и ноги черноватые.

## Вокализация
Описаны три типа вокализации. Наиболее известной является низкий звук «huet», иногда удвоенный или утроенный. Второй тип представляет собой серию снижающихся нот «uok-uok-uok-uok-uok-uu». И наконец — серия из 25 хриплых нот «juu».

## Биология
Черногорлый гид-гид редко летает, предпочитая бегать и прыгать по земле, иногда бегает очень быстро. Добывает пищу в лесной подстилке, разгребая опавшие листья своими большими лапами. В состав рациона входят насекомые, а также семена и плоды. Часто держит хвост приподнятым.
Сезон размножения приходится на ноябрь — декабрь. Гнездо сооружается на участках с высокой растительностью, всегда рядом с ручьём. Роет пещеру в склоне оврага, под упавшим деревом или под большим корнем. Иногда гнездо размещается внутри полого ствола, даже на относительно большой высоте от земли. Камера гнезда внутри выстилается сухой травой. В кладке два (редко три) яйца белого цвета размером в среднем 38 х 28 мм.

## Распространение и места обитания
Черногорлый гид-гид распространён на юге Чили от реки Био-Био в провинциях Био-Био и Консепсьон до региона Магальянес. В Аргентине встречается в Патагонии от запада провинции Неукен до национального парка Лос-Гласьярес на юго-западе провинции Санта-Крус.
Естественными местами обитания являются вальдивские леса с преобладанием как вечнозелёных широколиственных, так и листопадных буковых пород с кустарниковым подлеском, обычно представленным бамбуковыми рода Chusquea.